# Joe Manganiello
Joe Manganiello, właśc. Joseph Michael Manganiello (ur. 28 grudnia 1976 w Pittsburghu) – włosko–amerykański aktor, reżyser, producent filmowy, autor.

## Życiorys

### Wczesne lata
Urodził się w Pittsburghu w stanie Pensylwania jako starszy syn Susan (z domu Brachanow; Bračanov w języku chorwackim) i Charlesa Johna Manganiello. Jego ojciec był pochodzenia włoskiego z Avellino i Mesyn, a matka miała korzenie armeńskie, austriackie i chorwackie. Dorastał w Mt. Lebanon Township w hrabstwie Allegheny w stanie Pensylwania z młodszym bratem Nicholasem, który podjął pracę w branży rozrywkowej Los Angeles.
Uczęszczał do rzymskokatolickiej szkoły podstawowej St. Bernard School. W 1995 ukończył podmiejskie liceum Mt. Lebanon High School, gdzie był kapitanem drużyny piłkarskiej, siatkarskiej i koszykarskiej, współprowadził także licealną stację telewizyjną, dla której nie tylko grał (aktorstwo również znajdowało się w kręgu jego zainteresowań), ale także pisywał i reżyserował oraz pracował w charakterze montażysty powstałych projektów filmowych. Pod koniec szkoły średniej wystąpił w uczniowskiej adaptacji musicalu Oklahoma! jako Jud Fry.
W 2000 ukończył Carnegie Mellon School of Drama, gdzie studiował wiedzę o teatrze klasycznym. Powstały w 1999 roku 30-minutowy film Out of Courage 2: Out for Vengeance to studencki projekt Carnegie Mellon, przy realizacji którego Manganiello pełnił role scenarzysty, producenta wykonawczego oraz odtwórcy jednego z bohaterów. Grywał na lokalnej scenie, m.in. jako Ulfheim w sztuce Henrika Ibsena Gdy się zbudzimy spośród zmarłych, Lorenzo w komedii szekspirowskiej Kupiec wenecki w Quantum Theatre, Joe w The Last Night of Ballyhoo Alfreda Uhry.

### Kariera
Po przeprowadzce do Los Angeles i występie w wąsko dystrybuowanym The Ketchup King (2002), znalazł agenta. Znalazł się w obsadzie w kasowym filmie fantasy Sama Raimiego Spider-Man (2002) jako Eugene „Flash” Thompson, dręczyciel Petera Parkera (Tobey Maguire). W postać Thompsona wcielił się ponownie po pięciu latach, w sequelu Spider-Man 3 (2007). W telenoweli MyNetworkTV American Heiress odgrywał następnie rolę Solomona Corteza. W 2007 roku wystąpił w sześćdziesięciu pięciu epizodach serialu, z których wyemitowano jedynie trzydzieści dziewięć. Powodem zdjęcia telenoweli z anteny była niska oglądalność. W maju 2007 wystąpił jako „The Chick Magnet” na nowojorskiej premierze sztuki Skirts & Flirts Glorii Calderon Kellett, która była także emitowana na kanale HBO na Aspen Comedy Festival. W swoim dorobku miał także wiele ról teatralnych, wśród nich w Stanley Kowalski w sztuce Tennessee Williamsa Tramwaj zwany pożądaniem (2008) w West Virginia Public Theatre.
Gościnnie pojawiał się w odcinkach przebojowych seriali, m.in.: NBC Ostry dyżur (ER, 2007) jako oficer Litchman i Jak poznałem waszą matkę (How I Met Your Mother, 2006-2009) w roli Brada, przyjaciela głównego bohatera Marshalla Eriksena. Wcielił się w porucznika Seana Macklina, głównego protagonistę wojennego filmu akcji Za linią wroga: Kolumbia (Behind Enemy Lines: Colombia, 2009). Za rolę wilkołaka Alcide’a Herveauxa w serialu HBO Czysta krew (True Blood, 2010-2014) zdobył w 2011 nagrodę Saturna, NewNowNext Award i Scream Award. Alternatywnie pełnił także funkcję kaskadera filmowego i telewizyjnego. Po występie w sitcomie CBS Dwóch i pół (Two and a Half Men, 2011) z Ashtonem Kutcherem, powrócił na kinowy ekran u boku Channinga Tatuma, Matta Bomera, Matthew McConaugheya i Alexa Pettyfera w komediodramacie Magic Mike (2012) o historii młodego striptizera w Tampa na Florydzie. Film okazał się hitem i miał swoją kontynuację w 2015. Za rolę Davisa w komedii romantycznej Jak urodzić i nie zwariować (2012) z Cameron Diaz i Jennifer Lopez był nominowany do Teen Choice Awards.
Był na okładkach takich magazynów jak „TV Guide” (w lipcu 2011), „Men’s Health” (w lipcu 2011, we wrześniu 2013, w kwietniu 2016, w sierpniu 2017), „Out” (w marcu 2012), „Entertainment Weekly” (w czerwcu 2012, w czerwcu 2015), „Bello” (w styczniu 2014), „People” (w lipcu 2014), „Men’s Fitness” (w maju 2015, w październiku 2018), „Details” (w czerwcu 2015), „GQ” (w październiku 2015) i „Muscle & Fitness” (w październiku 2015, w kwietniu 2016).
Został uznany za jednego ze 100 najsprawniejszych mężczyzn wszech czasów magazynu „Men’s Health”, obok Michaela Jordana, Bo Jacksona, Michaela Phelpsa i Arnolda Schwarzeneggera.

## Życie prywatne
Od lipca 2014 spotykał się z aktorką Sofíą Vergarą, z którą się zaręczył na Boże Narodzenie 2014. Wzięli ślub 21 listopada 2015 w Palm Beach na Florydzie. 17 lipca 2023 Vergara i Manganiello ogłosili Page Six, że rozstali się i planują rozwód po siedmiu latach małżeństwa. Rozwód został sfinalizowany 8 lutego 2024.
Jest wieloletnim praktykiem medytacji transcendentalnej i uczył się w ośrodku Fundacji Davida Lyncha w Los Angeles.

## Filmografia

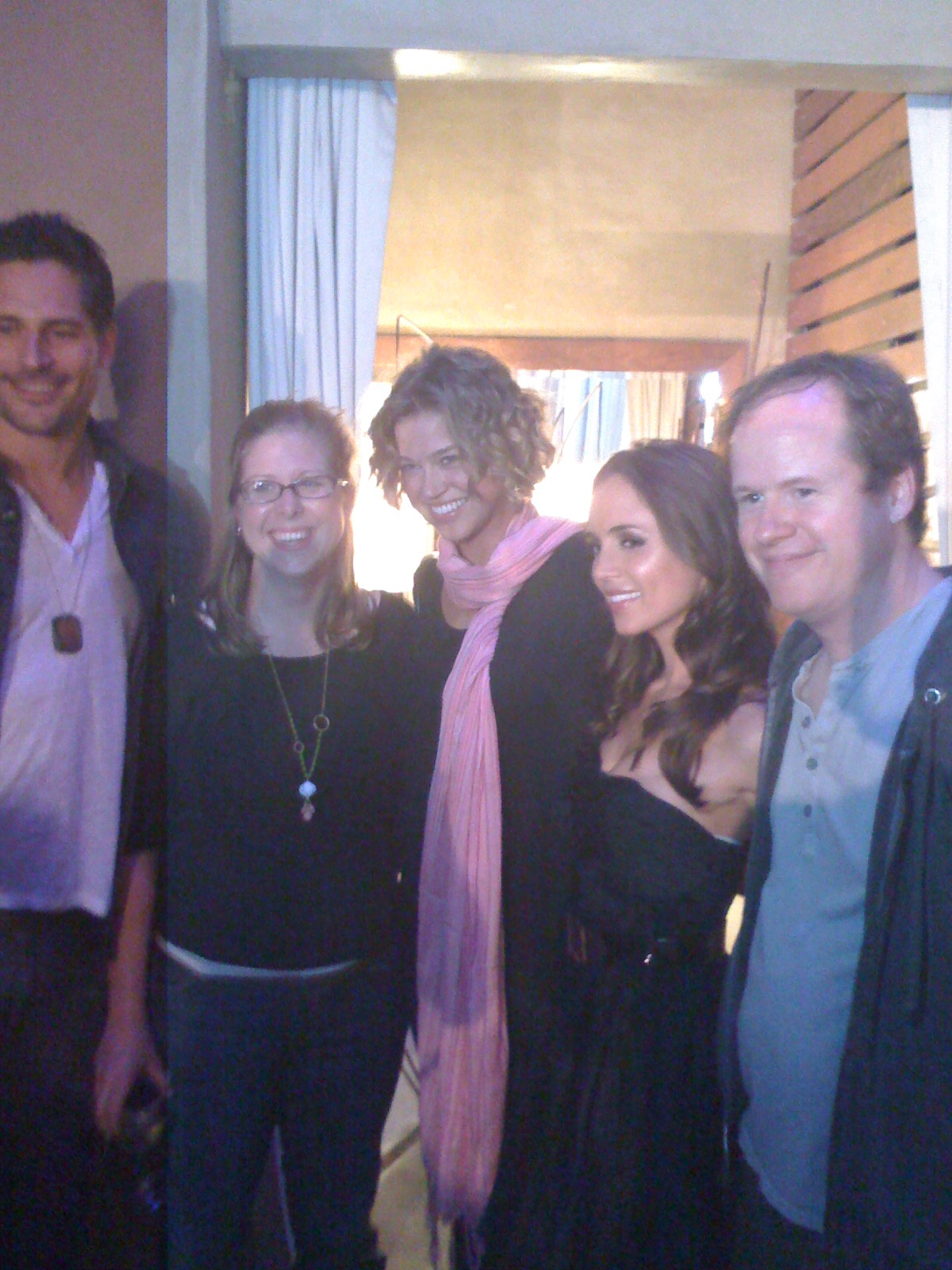
Joe Manganiello (pierwszy z lewej) m.in. wraz z Jossem Whedonem i Elizą Dushku podczas Comic-Conu 2008

### Filmy fabularne
- 1999: Out of Courage 2: Out for Vengeance jako Ruslan Zmeyev (także autor scenariusza i producent wykonawczy filmu)
- 2002: The Ketchup King jako Black Dildo
- 2002: Spider-Man jako Eugene „Flash” Thompson
- 2006: A.K.A. jako Brian
- 2007: American Heiress jako Solomon Cortez
- 2007: Spider-Man 3 jako Flash Thompson
- 2008: Impact Point jako Matt Cooper
- 2008: Wounded jako pacjent
- 2009: Irene in Time jako Charlie
- 2009: Za linią wroga: Kolumbia (Behind Enemy Lines: Colombia) jako porucznik Sean Macklin
- 2012: Magic Mike jako Big Dick Richie
- 2012: Jak urodzić i nie zwariować (What to Expect When You’re Expecting) jako Davis
- 2014: Sabotaż jako Joe „Grinder” Phillips
- 2015: Magic Mike XXL jako Big Dick Richie
- 2019: Sonny – Ostatnie zagranie (Bottom of the 9th) jako Sonny Stano (także producent)
- 2021: Liga Sprawiedliwości Zacka Snydera jako Slade Wilson / Deathstroke
- 2022: Metal Lords jako dr Troy Nix
- 2023: Interes życia (The Kill Room) jako Reggie
- 2023: Magic Mike: Ostatni taniec (Magic Mike’s Last Dance) jako Big Dick Richie (cameo)

### Seriale TV
- 2006: Jake in Progress jako Rick Cavanaugh
- 2006: CSI: Kryminalne zagadki Las Vegas (CSI: Crime Scene Investigation) jako Tom Harper
- 2006: So NoTORIous jako Scott
- 2006: Krok od domu (Close to Home) jako James Miller
- 2006: Las Vegas jako Carson Stuart
- 2006–2009: Jak poznałem waszą matkę (How I Met Your Mother) jako Brad
- 2007: Ostry dyżur (ER) jako oficer Litchman
- 2007: Hoży doktorzy (Scrubs) jako Chad Miller
- 2008–2010: Dopóki śmierć nas nie rozłączy ('Til Death) jako Stu
- 2008–2010: Pogoda na miłość (One Tree Hill) jako Owen Morello
- 2009: CSI: Kryminalne zagadki Miami (CSI: Miami) jako Tony Ramirez
- 2009: Not Evelyn Cho jako Ryan
- 2009: Medium jako Angelo Filipelli
- 2010: CSI: Kryminalne zagadki Nowego Jorku (CSI: NY) jako Rob Meyers
- 2010: Livin’ on a Prayer jako Doug
- 2010: 100 Questions jako Rick
- 2010–2014: Czysta krew (True Blood) jako wilkołak Alcide Herveaux
- 2011: Dwóch i pół (Two and a Half Men) jako Alex
- 2012: Białe kołnierzyki (White Collar) jako Ben Ryan
- 2019: Teoria wielkiego podrywu (The Big Bang Theory) w roli samego siebie
- 2019: Gwiezdne wojny: Ruch oporu jako Topór Tagrin (głos)
- 2019: One Day at a Time jako Nick
- 2021: Nauki niezbyt ścisłe jako Malachi
- 2021–: Greenowie w wielkim mieście jako Kieł Żmii (głos)
- 2022: Bąbelkowy świat gupików jako Zimna Drzemka (głos)

## Publikacje
- Joe Manganiello, Ron Mathews: Evolution: The Cutting-Edge Guide to Breaking Down Mental Walls and Building the Body You’ve Always Wanted. Nowy Jork: Gallery Books, 2013, s. 255. ISBN 978-1476716701.
- Joe Manganiello: Extrem Fit: Das ultimative Training für echte Kerle. Books4Success, 2014, s. 288. ISBN 978-3864702136.